# Stenotarsus rubrocinctus
Stenotarsus rubrocinctus är en skalbaggsart som beskrevs av Gerstaecker 1858. Stenotarsus rubrocinctus ingår i släktet Stenotarsus och familjen svampbaggar. Inga underarter finns listade i Catalogue of Life.